# Фольксваген-жук (фильм, 1997)
«Фольксваген-жук» (англ. The Love Bug) — американский фильм в жанре приключенческой комедии режиссёра Пейтона Рида с участием Брюса Кэмпбелла, вышедший в 1997 году. Один из фильмов серии фильмов про автомобиль Херби.
В плане хронологии действия фильма происходят после событий предыдущего фильма «Герби сходит с ума» 1980 года, но в плане истории, фильм частично повторяет сюжет оригинального фильма 1968 года.

## Сюжет
Рассказчик разворачивает историю об автомобиле Херби. Херби принадлежал эгоистичному гонщику и торговцу автомобилями по имени Саймон Мур III. Из-за своего высокомерия он не очень хорошо относился к Херби. Во время гонки Саймон Мур III назвал Херби мусором, что заставило Херби восстать против своего владельца. Они оказались на последнем месте в гонке. Саймону это не понравилось, и он выбросил Херби на свалку.

## В ролях
- Брюс Кэмпбелл — Хэнк Купер
- Джон Ханна — Саймон Мур III
- Эли Уэнтуорт — Алекс Дэвис
- Кевин О’Коннор — Родди Мартель
- Дэна Гулд — Руперт
- Гарольд Гулд — доктор Густав Штумпфель
- Дин Джонс — Джим Дуглас
- Кларенс Уильямс — Чак
- Джефф Гарлин — дорожный патрульный